# Fatos Nano

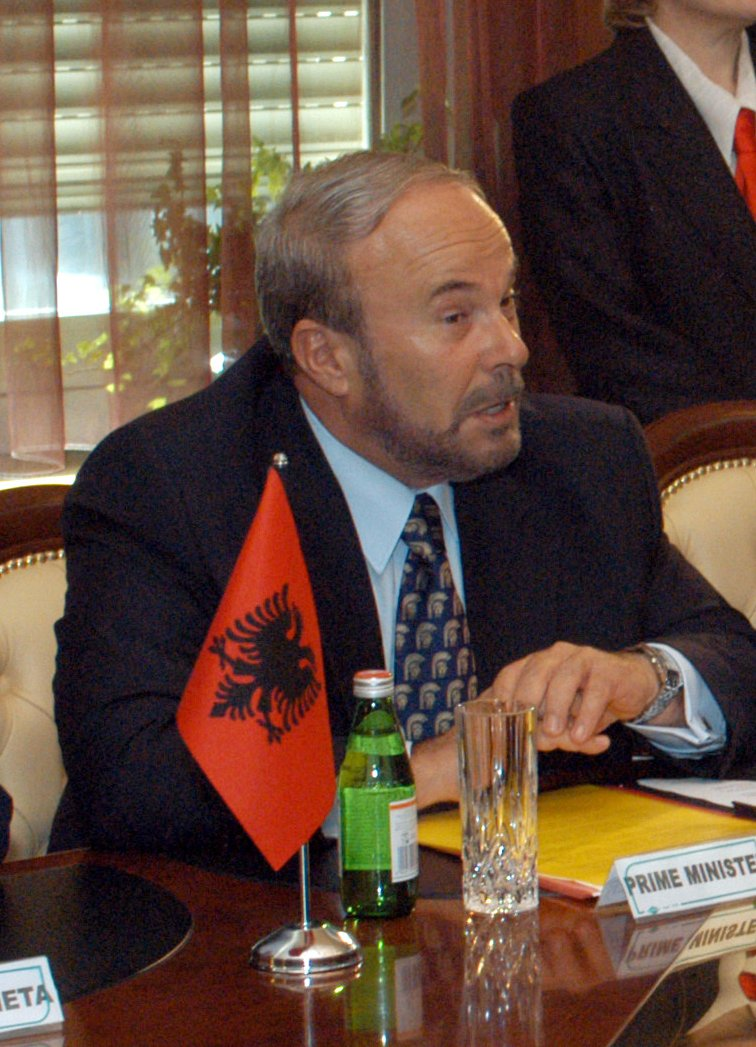
Fatos Nano

Fatos Thanas Nano (sinh ngày 16 tháng 9 năm 1952) là một chính trị gia xã hội chủ nghĩa người Albania, từng là Thủ tướng của Albania; ông là nhà lãnh đạo và người sáng lập đầu tiên của Đảng Xã hội Albania và là thành viên của Quốc hội Albania từ năm 1991 đến 1996 và 1997 đến 2009. Ông đã cải tổ hệ tư tưởng chống xét lại chủ nghĩa Marx-Lenin của Đảng Lao động Albania thành nền dân chủ xã hội. người kế vị, Đảng Xã hội. Trong thời gian lãnh đạo, Đảng Xã hội, do kết quả của cải cách, đã gia nhập Quốc tế Xã hội Chủ nghĩa và Đảng Xã hội Châu Âu.. Nano là một ứng cử viên trong cuộc bầu cử tổng thống năm 2007 nhưng đã không giành chiến thắng. Ông một lần nữa cố gắng trong cuộc bầu cử tổng thống năm 2012, nhưng ông thậm chí không đủ tư cách là ứng cử viên, bởi vì các nhà lãnh đạo của các đảng trong Nghị viện đã cản trở các nghị sĩ tương ứng của họ bầu ông làm ứng cử viên trong cuộc bầu cử.

## Sự nghiệp

### Sự nhiệp chính trị
Ông bắt đầu sự nghiệp chính trị của mình vào tháng 12 năm 1990, nơi ông lần đầu tiên được bổ nhiệm làm Tổng thư ký Hội đồng Bộ trưởng.  Vào tháng 1 năm 1991, ông được đề bạt vào vị trí Phó Thủ tướng, vẫn thuộc chính phủ Adil arçani.  Sự sụp đổ của chế độ cộng sản ở nhiều quốc gia Trung và Đông Âu đã buộc Tổng thống Ramiz Alia phải dần dần loại bỏ nomenklatura cộng sản cũ khỏi quyền lực và chính phủ, vì vậy vào cuối tháng 2 năm 1991, Alia đã bổ nhiệm Nano làm Thủ tướng của chính phủ chuyển tiếp với mục đích tổ chức cuộc bầu cử dân chủ hậu cộng sản đầu tiên ở nước này được tổ chức vào năm đó và chuẩn bị chuyển đổi đất nước theo hướng dân chủ tự do và kinh tế thị trường. Cuộc bầu cử Quốc hội được tổ chức vào ngày 31 tháng 3 năm 1991, nơi Đảng Lao động Albania chiếm đa số. Ramiz Alia bổ nhiệm Nano lần thứ hai làm Thủ tướng mới. Tuy nhiên, chính phủ mới của ông không tồn tại lâu hơn lần đầu tiên sau một tuần sau khi một cuộc Tổng đình công do các hiệp hội độc lập tổ chức buộc ông phải từ chức một vài tuần sau đó.  Đại hội lần thứ 10 của Đảng Lao động được tổ chức vào tháng 6 năm 1991, trong đó có ba quyết định quan trọng; đầu tiên, họ đổi tên Đảng Lao động thành Đảng Xã hội, sau đó trục xuất tất cả các thành viên của Bộ Chính trị, và sau đó bầu Nano làm lãnh đạo mới của Đảng Xã hội vào ngày 12 tháng 6 năm 1991

### Từ chức
Vào ngày 3 tháng 7 năm 2005, Đảng Xã hội đã mất các cuộc bầu cử và đa số trong quốc hội.  Nano từ chức Thủ tướng và cũng là Chủ tịch Đảng Xã hội vào ngày 1 tháng 9 năm 2005. Kể từ đó, ông đã nghỉ hưu từ cuộc sống công cộng và chính trị. Ông hiếm khi xuất hiện để phỏng vấn trong một số chương trình trò chuyện chính trị.
Sau năm 2005, Nano không tham dự quốc hội thường xuyên mà chỉ đến trong khoảng thời gian 6 tháng để yêu cầu kiểm tra lương hàng tháng.

### Ứng cử tổng thống
Đầu năm 2007, Nano đã gặp Sali Berisha để chống lại các kháng cáo của Đảng Xã hội để tẩy chay cuộc bầu cử chính quyền địa phương năm 2007, điều này sẽ gây ra các cuộc bầu cử quốc hội kịp thời. Nano được bầu làm ứng cử viên Tổng thống trong cuộc bầu cử Tổng thống năm 2007 theo yêu cầu của 20 nghị sĩ xã hội chủ nghĩa.  Tuy nhiên, hầu hết các thành viên của liên minh đối lập do Đảng Xã hội lãnh đạo đã không ủng hộ ông, và chọn tẩy chay cuộc bầu cử Tổng thống này. Nano chỉ nhận được ba phiếu, trong khi Bamir Topi của Đảng Dân chủ giành được 75 phiếu. Tuy nhiên, Topi đã không nhận đủ số phiếu để bầu.Vòng bỏ phiếu thứ hai được tổ chức vào ngày 10 tháng 7. Tuy nhiên, quốc hội vẫn không bầu được tổng thống, với Nano nhận được năm phiếu và Topi nhận được 74. Tiếp tục không bầu tổng thống sẽ dẫn đến một cuộc bầu cử quốc hội sớm,  nhưng vào ngày 20 tháng 7, Topi đã được bầu.  Vào cuối tháng 8, có vẻ như Nano sẽ tìm thấy một đảng chính trị mới. Nano đã cố gắng một lần nữa để tranh cử Tổng thống vào năm 2012, nhưng anh ta thậm chí không đủ điều kiện cho ứng cử viên, bởi vì các đảng lãnh đạo trong Nghị viện đã cản trở các nghị sĩ tương ứng của họ để bầu anh ta làm ứng cử viên.

### Phong trào mới trong Đảng Xã hội
Sau cuộc bầu cử Tổng thống Albania vào tháng 6 năm 2012, Nano đã thành lập một phong trào gọi là "Phong trào Nano vì chiến thắng xã hội chủ nghĩa" với mục tiêu giành lại sự lãnh đạo của Đảng Xã hội, làm tê liệt sự độc đoán do Edi Rama thành lập, tồn tại dưới hình thức của Đảng của người lãnh đạo. Mặc dù đối với hầu hết các nhà quan sát chính trị, phong trào mới này được coi là quá yếu và không được ưa chuộng để làm thất vọng Thủ tướng đương nhiệm và lãnh đạo Đảng Xã hội Edi Rama. Sự nổi tiếng trong quá khứ của Nano do các thỏa thuận hậu trường của ông với cựu Thủ tướng không được ưa chuộng Sali Berisha đã làm mất đi các thông tin của ông và các cải cách tư pháp, hành chính và kinh tế phổ biến của Edi Rama đảm bảo rằng ông sẽ duy trì vị trí Thủ tướng và Lãnh đạo Đảng Xã hội ở Albania.